# Sœurs de la Providence de Montréal
Les Sœurs de la Providence de Montréal sont une congrégation religieuse féminine de droit pontifical.

## Historique
En 1828, Émilie Gamelin (1800-1851) devenue veuve, s'occupe des malades à domicile puis ouvre à ses frais un hospice pour les nécessiteux de la ville. Pour assurer la continuité de son œuvre, l'évêque de Montréal, Ignace Bourget veut confier l'hospice aux filles de la Charité puis décide de fonder une nouvelle congrégation avec Émilie Gamelin. 
C'est le chanoine Jean-Charles Prince qui se charge de la fondation de l'institut. La congrégation est érigée canoniquement le 29 mars 1844 sous le nom de filles de la Charité, Émilie Gamelin et neuf compagnes prennent l'habit religieux le jour même. Le 2 février 1858, les constitutions religieuses, inspirées de celles des Filles de la Charité, sont approuvées.
L'institut obtient le décret de louange le 25 avril 1860, il est définitivement approuvé le 7 juin 1867 et ses constitutions, remaniées par Julie-Marguerite-Lia Blanchard (mère Marie-Antoinette) sont reconnues par le Saint-Siège le 12 septembre 1900.

## Activités et diffusion
Les Sœurs de la Providence se consacrent à différentes activités en fonction des besoins où elle se trouvent.
Elles sont présentes en :
- Amérique : Argentine, Canada, Chili, États-Unis, Haïti, Salvador.
- Afrique : Cameroun, Égypte.
- Asie : Philippines.

La maison-mère est située à Montréal. 
En 2017, la congrégation comptait 525 sœurs dans 68 maisons.